# نادی‌کوواچی
نادْیْ‌کوواچی (به مجاری:  Nagykovácsi) یک شهرداری در مجارستان است که در ناحیه بوداکسی واقع شده‌است. نادی‌کوواچی ۱۴٫۱۴ کیلومتر مربع مساحت و ۷٬۰۹۵ نفر جمعیت دارد.